# System of a Down
System of a Down (ofte omtalt som S.O.A.D. eller System) er et alternativt metal-band fra Los Angeles, der blev dannet i 1995. Bandets fire medlemmer har alle rødder strækkende tilbage til det gamle Armenien, og derved forfædre som oplevede deporteringen og drabene, som den tyrkiske regering udførte på befolkningen i årene 1915-1917, kendt som Det armenske folkedrab. Medlemmerne har flere gange offentligt både via demonstrationer og gennem sange udtrykt deres ønske om, at den tyrkiske regering vedkender sig de overgreb som den udførte på befolkningen.
System of a Down blev dannet i 1995 af Serj Tankian og Daron Malakian. Kort tid efter rekrutterede de bassisten Shavo Odadjian og trommeslageren Andy Khachaturian, som efter tre demoudgivelser forlod dem, og blev afløst af John Dolmayan. I 1998 udgav gruppen deres debutalbum, som blev modtaget med meget blandet tilfredsstillelse af pressen. I 2001 var gruppen klar med det andet album Toxicity, der blev betragtet som det første store gennembrud for bandet. I anden halvdel af 2001 kom uudgivne numre fra optagelserne til Toxicity i omløb på internettet, hvilket medførte gruppen tog i studiet for at genindspille disse sange. Dette førte til det tredje album Steal This Album!. I 2005 var System of a Down klar med et dobbeltalbum, hvoraf den første del fik navnet Mezmerize, og blev udgivet i maj måned. Seks måneder senere udsendte de anden halvdel Hypnotize. Begge blev modtaget utroligt vel af offentligheden, og begge endte som nummer 1 på Billboard 200. I 2006 annoncerede medlemmerne, at de satte System of a Down på pause for at fokusere på egne soloprojekter. Dette strakte sig over 5 år før de i november 2011 bekendtgjorde, de ville vende tilbage for at turnere, og tilføjede hertil, at der endnu ikke var nogen planer om et nyt album.

## Historie

### Som Soil (1993-1994)
Til trods for begge at have gået på samme skole i deres ungdom, stiftede de to kommende System of a Down-medlemmer Serj Tankian og Daron Malakian først bekendtskab med hinanden i indspilningsstudiet Nightgale Studious, hvor de spillede i hver deres band. I 1993 dannede de gruppen Soil, bestående af Tankian som vokalist og keyboardspiller, Daron Malakian som guitarist, Dave Hagopyan på bas og Domingo Laranio bag trommerne. Shavo Odadjian (en anden tidligere elev fra samme skole) blev ansat som manager. Musikalsk blandede Soil metal og art rock med armenske folkeelementer. Trods mindre succes med deres første og eneste koncert begyndte der at opstå spændinger i gruppen. Tankian og Malakian havde mere ambitiøse mål for gruppen, mens Hagopyan og Laranio ikke så nogen fremtid i Soil. De to sidstnævnte forlod gruppen hvorved Odadjian blev rekrutteret som rytmeguitarist.
Trioen rejste rundt i Hollywood og indkvarterede sig i forskellige øvelokaler, bl.a. et varehus i nord Hollywood som den 28-årige Tankian havde lejet til sit computerfirma. Odadjian ændrede position fra rytmeguitarist til bassist, og gruppen manglede nu kun en trommeslager. Herved aflagde de prøver for en lang række trommeslagere hvorved valget faldt på deres fælles ven Andy Khachaturian.

### Begyndelsen (1995-1997)

#### Demoæraen
Med en ny fast trommeslager begyndte gruppen at bevæge sig i en mere ambitiøs retning. I denne sammenhæng valgte de også at ændre navn til Victims of a Down, opkaldt efter et digt Malakian havde skrevet. Odadjian mente dog ikke, "Victims" fungerede som navn, og gruppen valgte at ændre det til "System". "System blev valgt som et bedre, stærkere ord, og giver en helhed. I stedet for nogle bestemte individer bliver det et samfund", forklarede Tankian.
Tidligt i 1995 tog System of a Down i studiet for at indspille deres første demo bestående af to sange. Demoen blev hurtigt fulgt op af en række andre løse numre, som senere blev genindspillet på gruppens tredje album. Med livlige og dynamiske liveoptrædener på lokale klubber som The Roxy, The Troubadour og The Whisky opbyggede de hurtigt en loyal fanskare, og kunne allerede efter det andet show, opleve udsolgte biletter. Et af disse klubshows blev i 1995 overværet af David "Beno" Benveniste, der blev så imponeret af gruppens musik at han påtog sig opgaven som deres manger, og indlemmede dem under sit nyetablerede firma Velvet Hammer Music and Management Group, hvis opgave blev at sprede kendskabet om System of a Down.
Med deres fortsat voksende omdømme og en manager til en større offentlig promovering, indspillede gruppen i 1995 deres første officielle demo kendt som Demo 1. Demoen blev solgt til gruppens kluboptrædener gennem hele 1996. Samme år udsendte bandet deres andet demobånd, der fik stor udbredelse i Los Angeles' undergrundsmiljø. Den hastigt voksende omtale medførte at System of a Down allerede tidligt i 1997 var klar med den tredje demo. Båndet holdt sig dog ikke blot indenfor Los Angels' undergrundsmiljø, men bevægede sig ud over de internationale grænser, hvor det også fik popularitet i Europa såvel som New Zealand.

#### Khachaturian forlader gruppen og pladekontrakt
Efter udgivelsen af den tredje demo opstod der splid mellem Khachaturian og de tre andre medlemmer. "Stemmen er noget, jeg altid har ville bruge som et instrument, og jeg havde ikke muligheden for at eksperimentere med dette indtil jeg forlod SOAD", forklarede han. Efter at have brækket armen valgte Khachaturian, som følge af skaden og de musikalske forskelle at forlade bandet. Trioen stiftede efterfølgende bekendtskab med trommeslageren John Dolmayan, som på dette tidspunkt spillede i et andet band som System of a Down delte øvelokaler med. Som følge af musikalske forskelle valgte Dolmayan at forlade sin gamle gruppe, og slutte sig til System of a Down. "Vi kom godt ud af det med hinanden, og vi beundrede hinandens talenter, så det eneste rigtige var så, at jeg sluttede mig til dem," fortalte Dolmayan.
I juli 1997 blev System of a Downs show i klubben The Viper Room overværet af den anerkendte producer Rick Rubin, som efter optræden bad dem holde kontakten med ham. Bandet viste deres egen interesse ved i slutningen af 1997 at indspille et fjerde demo bånd, som oprindeligt kun var beregnet til at sende til forskellig pladeselskaber, men som senere blev lækket til internettet. Rubin valgte derved sent i 1997 at indlemme gruppen under sit eget pladeselskab American Recordings. Kort tid efter tog gruppen til Sound City Studio i Los Angeles med Rick Rubin som producer for at indspille sporene til et debutalbum.

### Debutalbum (1998-2000)
Den 30. juni 1998 udgav System of a Down deres debutalbum System of a Down. Pressens reaktioner på albummet var meget blandede: Bl.a. viste de to magasiner Metal Hammer og Kerrang! stor begejstring for deres rå lyd blandet med armenske musikelementer, hvorimod både Q og Mojo betragtede pladen med skeptiske øjne. Salget af System of a Down voksede dog stødt, og albummet endte som nummer 124 på dem amerikanske hitliste Billboard, og fik i 2002 tildelt platin. Efter udgivelsen tog bandet på halvandet års turné, hvor de lagde ud med at deltage i Ozzfest, som introducerede dem til et langt større publikum. I perioden maj til juni 1998 fik System of a Down æren af, at turnere med Slayer på deres Diabolus On Tour. "Det er bare overvældende at skulle åbne for bands, som vi har værdsat hele livet som Ozzy og Slayer," udtalte Malakian. Den europæiske del af Slayers Diabolus on Tour (også System of a Downs første gang i Europa) fandt sted i efteråret i følgeskab med Sepultura.
Ved årsskiftet tog System of a Down på turné med Fear Factory, og den 24. maj 1999 udgav gruppen deres første single "Sugar". Bandet nåede at indspille en musikvideo hertil inden de rejste på deres første Storbritannien-turné, hvor de selv stod som overskrifter. I februar udsendte de deres anden single "Spiders", der endte som soundtrack til Scream 3. Mod slutningen af året var bandet tilbage i Los Angeles med en optræden på et af deres gamle klubsteder, The Troubadour. Opholdet hjembyen blev dog kort, før de i januar 2000 tog på den såkaldte Sno Core-turné med bl.a. Incubus og Mr. Bungle. Bandets omdømme voksede stødt som følge af de intensive turnéer, og i juli stod de på scenen foran et publikum på 50.000, og spillede med Metallica, Korn og Kid Rock ved Los Angeles Memorial Coliseum.
Årtusindskiftet så også System of a Down med en række nye sange udgivet på forskellige opsamlingsalbum. Blandt andet indspillede de en coverversion af popgruppens Berlins "The Metro", og kort tid efter Black Sabbaths "Snowblind" til hyldestalbummet Nativity in Black II. Bandet indgik også samarbejde med andre kunstnere, hvis musikstil lå langt væk fra det velkendte metal-miljø, bl.a. indspillede de sammen med Puff Daddy sangen "Will They Die 4 You?" til Chef Aid: The South Park Album. I et senere interview udtalte Malakian om indspilningen: "Jeg brød mig faktisk ikke om det vi lavede med Puff Daddy. Det var bare en satirisk CD, og ikke en af de stærkere System sange. Faktisk er det ikke nogen System sang." Det vidtgående samarbejde fortsatte da de i september 2000 gik i studiet med Wu-Tang Clan for at genindspille deres gamle sang "Shame". Malakian udtrykte i et interview med Ny Rock stor begejstring for projektet, yderligere udviklede et utroligt godt venskab sig mellem Odadjian og flere af medlemmerne fra Wu-Tang Clan, som senere førte til sideprojektet Achozen.

### ToxicityogSteal this Album(2001-2003)
Efter næsten to års turné kunne System of a Down, ved slutningen af 2000, vende hjem til Los Angeles. Under den lange turné havde Malakian skrevet en række sange, som gruppen gik i gang med at bearbejde efter en kortere pause. Med hele 33 numre var de i marts 2001 klar til at drage til Cello Studios. Heraf udvalgte de 14 til den nye udgivelse, og inviterede Tankians armenske ven Arto Tunçboyaciyan i studiet, som indspillede det 15. insturmentale spor "Arto". Indspilningerne fortsatte hele sommeren 2001, og i april indkvarterede bandet sig i Enterprise Studios i Burbank for at lave den endelige miks. Albummet fik navnet Toxicity, og blev udgivet den 4. september 2001.
Udgivelsen blev en succes med et salg på over 220.000 eksemplarer efter den første uge, og et debut som nummer 1 på Billboard 200 og den canadiske hitliste. Albummet lå som nummer et på den amerikanske hitliste den 11. september 2001, og albummets kontroversielle tekster var ikke velsete i det politiske miljø der opstod i kølvandet på terrorangrebet. Hitsinglen "Chop Suey!", der blandt andet indeholder teksten "I don't think you trust in my self-righteous suicide", blev derfor boykottet af flere amerikanske radiostationer. Videoen blev dog vist i stor stil på MTV, ligesom videoen til den anden single, "Toxicity" blev det. "Chop Suey" endte i sidste ende med at opnå en Grammy-nominering. De kontroversielle tekster vakte oprør blandt dele af befolkningen, som anklagede gruppen for at være upatriotiske, (som de dog afviste), og medlemmerne modtog også flere dødstrusler, men til trods for dette valgte de stadig at tage på deres hjemlandsturné Pledge of Allegiance Tour sammen med Slipknot. Ved årsskiftet optrådte System of a Down til australiens største musikfestival, Big Day Out for derefter i februar at tage på Europaturné med Dillinger Escape Plan som opvarmningsband. Gruppens omdømme voksede yderligere efter udgivelsen i august 2002 af Toxicity's tredje single "Aerials", som fik mere spilletid i radioen end de to foregående singler, og blev bl.a. placeret som nummer 1 på US Modern Rock.
I anden halvdel af 2001 kom uudgivne numre fra optagelserne til Toxicity i omløb på internettet. Bandet udsendte en pressemeddelelse, hvori de skrev, at deres fans hørte ufærdigt materiale, og de gik derfor i studiet for at genindspille disse numre. Resultatet var deres tredje album, Steal This Album!, der udkom i november 2002. Albummet er designet som en hjemmebrændt CD, hvorpå titlen var skrevet med filtpen. CD'en havde ikke noget omslag. Albummets titel er en reference til Abbie Hoffmans anarkistiske klassiker fra 1970, Steal this Book (Stjæl denne bog). Sammenlignet med de to foregående udgivelser opnåede Steal this Album! ikke samme succes, men nåede dog alligevel plads 15 på Billboard 200, og plads 56 i Storbritannien. Udgivelsen blev ikke fulgt op af nogen turné til promovering af albummet. Boom! blev den eneste single hvortil der blev lavet en film instrueret af Michael Moore som en protest mod Irakkrigen.

### MezmerizeogHypnotize(2004-2005)
Imens Tankian var involveret i sit Axis of Justice-projekt, Dolmayan i gang med sin tegneseriesamling og Odadjian med sin karriere som filminstruktør, gik Malakian i gang med at skrive et hav af nye sange til et kommende album. Da han præsenterede materialet overfor de andre medlemmer, stod det allerede klart, at der var nok til mere end et album. Med dette tog de atter, med Rick Rubin, i studiet for at indspille et kommende album. Under processen blev der optaget en 15 minutter lang film, der viste bandet under udarbejdningen af den kommende udgivelse. Som inspilningerne skred frem blev der hurtigt enighed om, at materialet var så overvældende at det måtte deles op i et dobbeltalbum, som skulle udgives med seks måneders mellemrum. Albumomslagene blev designet af Malakians far Vartan Malakian, som skulle skabe en sammenhæng mellem de to udgivelser. Den første del fik navnet Mezmerize og blev udgivet den 17. maj 2005. Denne fik utrolig positivt respons af pressen, og debuterede som nummer et på Billboard 200, med et salg på 453.000 eksemplarer den første uge i USA og 800.000 verden over. Store dele af salget skyldtes den enorme promovation gruppen gjorde med billeder, interviews og pressekonferencer. I februar 2005 udgav de den første single fra albummet, "B.Y.O.B.", som opnåede meget spilletid i radioen, og i 2006 vandt en grammy i kategorien Best Hard Rock Performance. I 2005 indledte System of a Down deres turné begyndende i Nord Amerika. I maj var bandet på europæisk jord med The Mars Volta som opvarmere, her deltog de bl.a. til Download Festival i Storbritannien. I august var de atter tilbage i Amerika, hvor de kom til at spille til enorme arrangementer med et publikum på 15.000-20.000.Samme måned blev deres anden single "Questions" udgivet, som nåede top ti på USA's radiohitliste.
Anden del af albummet Hypnotize blev udgivet den 22. november 2005 og ligesom Mezmerize debuterede den på Billboard som nummer 1. Dette skrev System of a Down ind i historien sammen med The Beatles, Guns N' Roses, og rapperne 2Pac og DMX som en af de eneste bands der havde udgivet to studiealbums til at debutere som nummer et samme år. Den solgte 324,000 eksemplarer den første uge i USA. Samme måned udgav System of a Down deres første single "Hypnotize" fra albummet som blev placeret som nummer 1 på US Modern Rock-hitlisten. Mod slutningen af 2005 tog System of a Down til Portugal for at optræde til MTV Music Awards.

### Pause og genforening (2006-)
I marts 2006 udgav System of a Down den anden single "Lonely Day" der blev nomineret til en grammy i kategorien Best Hard Rock Performance men som dog tabte til Wolfmothers "Woman". Allerede ved indgangen af året var rygterne om en fremtidig pause begyndt at sive ud blandt fansene og i maj 2006 bekræftede gruppen disse rygter. Om dette udtalte Malakian: 
| Citat | Vi bryder ikke op. I det tilfælde ville vi ikke engang optræde til Ozzfest (...) Vi har kørt System i over 10 år og jeg tror det er sundt for os at komme væk fra dette i et stykke tid og så senere komme tilbage. Så dette bliver sandsynligvis... Tja nok ikke en farvelturné men der kommer til at gå et stykke tid før vi ses igen. | Citat |
|       | |       |

System of a Downs endelige optræden fandt sted den 13. august 2006 i West Palm Beach, Florida. "I nat vil blive det sidste show vi spiller sammen i lang tid" fortalte Malakian publikummet. "Vi vil vende tilbage. Vi ved bare ikke hvornår."
Efterfølgende gik medlemmerne i gang med hver deres projekter: Malakian dannede bandet Scars on Broadway hvor trommeslager Dolmayan tilsluttede sig, Tankian gik i gang med sit eget soloprojekt mens Odadjian etablerede sin egen gruppe Achozen i samarbejde med Wu-Tang Clan medlemmet RZA og Killarmys Kinetic 9.
I november 2011 bekendtgjorde System of a Down at de ville genforene til en række optrædener i Europa som bl.a. inkluderede Download Festival i Storbritannien. I anledning af deres bekendtgørelse skrev de:
| Citat | Vi vil også gerne takke for jeres loyalitet og støtte, ikke bare til System of a Down med til alle vores soloprojekter. Vi har ikke nogen overordnet plan - vi spiller til disse shows fordi vi simpelt ønsker at spille sammen som et band igen for jer vores fantastiske fans. | Citat |
|       | |       |

I løbet af sommeren blev deres turné yderligere forlænget da de bekendtgjorde de også ville deltage til Rock in Rio festivalen den 2. oktober 2011.

## Musikstil
System of a Downs eksperimenterende musikkomponering og stilistiske variationer har gjort det svært for fans og anmeldere at klassificere gruppens musikalske stil. Bandet har dog gennem deres værker haft en grundlæggende stil for alle deres sange. Denne stil er bl.a. blevet kaldt alternativ metal, alternativ rock, rock art rock Eksperimentel rock hård rock heavy metal, nu metal, progressiv metal og progressiv rock. Malakian har dog udtalt: "Vi hører ikke til nogen af de scener", og "Jeg kan ikke lide denne nu-metal drop-A syvstregnet guitarlyd, det er ikke lige mig, i hvert fald ikke endnu." Ifølge Tankian: "Så langt som vores arrangement og alt muligt [vores musik] er det temmelig meget pop. For mig er System of a Down ikke et progressivt band. (...) Men det er helt klart ikke et typisk popprojekt. Vi fokuserer helt klart på musikken for at være sikre på, at det ikke er noget, nogen har hørt før.
System of a Down bruger en lang række af instrumenter som bl.a. inkluderer elektriske mandoliner, baritone guitarer, akustiske guitarer, oude, sitarer og 12-strenget guitarer. Ifølge Malakian skrev han ofte sange med guitaren stemt til E♭, som han derved senere ville ændre til drop c. Til dette udtalte han: "For mig er drop c lige i midten. Den har nok klarhed og den skarpt-lydende del af vores riffs er lavet på de to øverste strenge, alligevel, men også er den tykkere og kraftigere."
Vokalerne leveret af Serj Tankian bevæger sig indenfor et stort spekter, strækkende sig fra harmonisk skønsang, til growl, til pipende tegnefilmslignende stemmer. På flere af bandets sange synger Tankian i duet med Malakian beskrevet af musikjournalisten Eduardo Rivadavia "(...) som bastard-børnene mellem Frank Zappa og Slayer". På de senere udgivelser har Malakian også sunget hovedvokal, hvilket bl.a. kan høres i sangene "Lost in Hollywood" og "Lonely Day".

## Medlemmer

### Nuværende
- Serj Tankian – Vokal, keyboard
- John Dolmayan – Trommer
- Daron Malakian – Guitar, vokal
- Shavo Odadjian – Bas

### Tidligere
- Andy Khachaturian (1995-1997) – Trommer

## Diskografi

### Studiealbum
- 1998: System of a Down
- 2001: Toxicity
- 2005: Mezmerize
- 2005: Hypnotize

### Hjemmesider
- Officielle hjemmeside
- Officielle Myspace

### Fodnoter
1. ↑  Myers 2006, s. 36
2. ↑  Myers 2006, s. 37
3. ↑  Myers 2006, s. 40
4. ↑  Myers 2006, s. 41
5. 1 2 3  Bob Nalbandian. "System of a Down" (engelsk). Shockwaves. Hentet 2010-08-03.
6. 1 2  "The History Of: System Of A Down". Ultimate-guitar. Arkiveret fra originalen 5. marts 2016. Hentet 2010-08-04.
7. 1 2  "Daron Malakians biografi". daronmalakianrocks.com. Arkiveret fra originalen 8. juli 2011. Hentet 2010-08-05.
8. ↑  Myers 2006, s. 44-45
9. ↑  Myers 2006, s. 46
10. ↑  Myers 2006, s. 50
11. 1 2  "Interview with System of a Down's original drummer, OnTronik "Andy" Khachaturian". Arkiveret fra originalen 20. februar 2010. Hentet 2010-08-09.
12. ↑  Myers 2006, s. 59
13. ↑  "ALL SYSTEMS GO". Glendale High School Newspaper. Arkiveret fra originalen 16. juli 2011. Hentet 2010-08-10.
14. ↑  Myers 2006, s. 82
15. ↑  "System of a Down Chart History". Billboard. Hentet 2010-08-11.
16. ↑  "RIAA: System of a Down". Recording Association of America. Hentet 2010-08-11.
17. ↑  Myers 2006, s. 84
18. ↑  "Diabolus On Tour 1998". Slayerized. Hentet 2010-08-12. {{cite web}}: Teksten "North America" ignoreret (hjælp)
19. ↑  Myers 2006, s. 107
20. 1 2  "System of a Down Readying New Material". Ny Rock. Arkiveret fra originalen 18. december 2010. Hentet 2010-08-19.
21. ↑  "They're an Armenian band". Chicago Sun-Times. Hentet 2010-08-22.
22. ↑  Sharpe-Young, Garry. "System of a Down" (engelsk). Music Might. Arkiveret fra originalen 5. oktober 2011. Hentet 2010-08-22.
23. ↑  Toxicity på Billboard 200.
24. ↑  Myers 2006, s. 142
25. ↑  "System Af A Down". sonyatv.com. Hentet 2010-08-23.
26. ↑  Myers 2006, s. 139
27. ↑  Myers 2006, s. 152
28. ↑  Myers 2006, s. 154
29. ↑  Myers 2006, s. 155
30. ↑  "Steal this Album! - System of a Down". Billboard 200. Hentet 19. juni 2011.
31. ↑  Chart Log UK – 1994–2008
32. ↑  Myers 2006, s. 168
33. ↑  "Interview med John Dolmayan". Tama. Arkiveret fra originalen 20. juli 2011. Hentet 23. juni 2011.
34. ↑  Mezmerize på Billboard 200-hitlisten
35. ↑  Myers 2006, s. 176
36. ↑  Myers 2006, s. 177
37. ↑  B.Y.O.B. – grammy Arkiveret 22. februar 2012 hos  Wayback Machine på aveofthestars.com
38. ↑  Myers 2006, s. 182-183
39. ↑  Harris, Chris (30. november 2005). "System of a Down Make It a Double with Chart-Topping Hypnotize". MTV News. Arkiveret fra originalen 7. december 2005. Hentet 23. juni 2011.
40. ↑  "SOAD knocks Madonna from No. 1". John Williams. Jam! Showbiz. Hentet 23. juni 2011.
41. ↑  Myers 2006, s. 185
42. ↑  Harris, Chris (3. maj 2006). "System of a Down Aren't Breaking Up—They're Going on Hiatus". MTV News. Arkiveret fra originalen 2. marts 2010. Hentet 30. juni 2011.
43. ↑  "West Palm Beach, FL — August 13, 2006 Review". soadfans.com. 13. juli 2006. Arkiveret fra originalen 15. maj 2007. Hentet 25. juli 2007.
44. ↑  Karan, Tim (29. november 2010). "System Of A Down to reunite, headline Download Festival". Alternative Press. Hentet 18. august 2011.
45. ↑  Sciarretto, Amy (29. november 2010). "System of a Down Reunite to Play European Tour Dates". Noisecreep. AOL Music. Hentet 18. august 2011.
46. ↑  "Rock in Rio programoversigt". Hentet 18. august 2011.
47. ↑  Nettleton, Chris. "Review of System of a Down". Drowned in Sound. Arkiveret fra originalen 4. juli 2009. Hentet 2007-07-25.
48. 1 2 3  Erlewine, Stephen Thomas. "Biography of System of a Down". Allmusic. Hentet 2007-07-24.
49. ↑  Spence D. (3. juni 2005). "Review of Mesmerize". IGN. Arkiveret fra originalen 22. marts 2011. Hentet 2009-04-22.
50. ↑  Christgau, Robert. "Reviews of System of a Down". Hentet 2009-04-02.
51. ↑  Hoard, Christian (1. november 2007). "Review of Elect the Dead". Rolling Stone. Arkiveret fra originalen 22. april 2009. Hentet 2009-04-22.
52. ↑  Aquilante, Dan (20. november 2005). "This Week's CDs: Hypnotize". New York Post. Arkiveret fra originalen 4. juli 2009. Hentet 3. marts 2009.
53. ↑  Friedman, Gary (27. oktober 2007). "System of a Down leader releases first solo album". Los Angeles Times. Hentet 3. marts 2009.
54. ↑  Fricke, David (17. november 2005). "Review of Hypnotize". Rolling Stone. Arkiveret fra originalen 10. november 2007. Hentet 2009-04-22.
55. ↑  Berelian 2005, s. 349
56. ↑  Christe 2004, s. 329
57. ↑  McDonnell, Evelyn (16. august 2005). "System of a Down carves a distinct path with prog-thrash sound.". The Miami Herald. Arkiveret fra originalen 4. december 2012. Hentet 3. marts 2009.
58. ↑  Serpick, Evan (15. december 2005). "System of a Down — Prog-metal Radicals". Rolling Stone. Arkiveret fra originalen 14. januar 2009. Hentet 2007-07-24.
59. ↑  Sinclair, Tom (3. september 2001). "Review of Toxicity". Entertainment Weekly. Arkiveret fra originalen 21. april 2009. Hentet 2009-04-02.
60. ↑  Lynskey, Dorian (18. november 2005). "Review of Hypnotize". The Guardian. Hentet 2009-04-02.
61. ↑  Morse, Steve (26. august 2005). "Pounding out a blistering attack: System of a Down lashes out at Hollywood, war, and hypocrisy". The Boston Globe. Hentet 5. april 2009.
62. 1 2 3  Perry, Megan (2004). "Daron's Guitar Tunings". Wired: musicians' home studios : tools & techniques of the musical mavericks. Hal Leonard Corporation. s. 79. ISBN 0879307943.
63. ↑  DeRogatis, Jim (14. september 2001). "They're an Armenian band". The Chicago Tribune. Hentet 4. april 2009.
64. ↑  "System of a Down biography". 8notes.com. Hentet 2006-06-26.
65. ↑  Myers 2006, s. 68
66. ↑  "Toxicity review". Eduardo Rivadavia. All Music Guide. Hentet 28. januar 2012.